# Sofija Aleksejevna
Sofija Aleksejevna (rusko Со́фья Алексе́евна), ruska kneginja, * 27. september 1657, Moskva, Rusko carstvo, † 14. julij 1704, Samostan Novodevičji, Moskva.
Med letoma 1682 in 1689 je vladala kot regentka Rusije.

## Življenjepis
Po smrti Alekseja I. sta za nasledstvo tekmovali dve nasledstveni skupini, otroci iz prvega in drugega zakona. Sofija si je prizadevala za moč sebe in svoje družine. Sklenila je zavezništvo z najbolj sposobnim dvorjanom in politikom, knezom Vasilijem Vasiljevičem Golicinom. Tako je lahko vladala v imenu svojega mladoletnega brata Ivana V. in polbrata Petra I. Vladala je s trdo roko. 
Kot tipični regent je Sofija Aleksejevna z vsakim letom izgubljala vpliv na račun vse večjega prevzemanja obveznosti odraščajočega Petra I. Postopoma je izgubila ves vpliv in se je bila prisiljena umakniti v Novodevičji samostan, kjer je živela v popolni osami. Druge nune so jo lahko videle samo na velikonočno nedeljo. Umrla je v Novodevičjem samostanu leta 1704.